# Once Temas de Conversación
Once Temas de Conversación è il secondo album de El Puchero del Hortelano, pubblicato nel 2002.

## Tracce
1. Supermán – 3:49
2. Tanguillos de la chulería – 4:01
3. Aún te quiero – 4:48
4. Mañana no se sabe – 2:46
5. Víbora – 3:26
6. Pocas ganas – 3:48
7. Tu generación – 3:40
8. Ni euros ni pesetas – 3:19
9. Mis prejuicios – 3:59
10. Caminito de la reja – 2:51
11. La cucaracha – 4:48
12. Víbora (instrumental) – 3:29